# I Am Recordings
I Am Recording, también estilizada I AM, es una discográfica independiente creada por Ross Robinson asociada con Geffen Records subsidiaria del sello discográfico Universal Music Group.
Ha producido a bandas como KoЯn, Limp Bizkit, Deftones, Slipknot, Glassjaw, Sepultura, Cold, Vanilla Ice, The Cure y otros muchos.
- Datos: Q16577122